# Бургер, Фриц
Фриц Бургер (нем. Fritz Burger; 10 сентября 1877, Мюнхен — 22 мая 1916, Азанн близ Вердена) — немецкий художник: живописец, скульптор и архитектор, а затем историк искусства. Учёный-энциклопедист, исповедовавший теорию крайней субъективности художественного творчества.

## Биография
Фриц Бургер вырос в богатой семье, которая владела банковским делом в Мюнхене. После изучения архитектуры в Техническом университете в Мюнхене и практической подготовки в качестве архитектора Бургер в 1900 году сменил предмет и место учёбы и начал изучать историю искусства у Генриха Тодe в Гейдельбергском университете. В девятнадцать лет он предпринял обширные образовательные поездки во Францию и в Италию, с 1902 года часто посещал Англию, в том же году женился на Кларе фон Дун, дочери гейдельбергского археолога Фридриха фон Дуна. В 1903 году он получил малую золотую медаль на Большой Берлинской художественной выставке и большую — в 1907 году. В 1903 году Бургер завершил учёбу в Гейдельберге, получив докторскую степень. Он некоторое время жил с семьёй во Фрайбурге-им-Брайсгау, а также, между 1904 и 1906 годами, во Флоренции и Париже.
До августа 1914 года Фриц Бургер преподавал историю искусств в качестве частного лектора. Ежегодные ознакомительные поездки в Италию и Францию оставались для него нормой. Помимо преподавательской деятельности в университете, с 1912 года Бургер преподавал историю искусств в Мюнхенской академии изобразительных искусств, и вскоре после призыва в армию в начале войны в августе 1914 года он был назначен на должность профессора. Бургер поступил на военную службу в пешую артиллерию в 1915 году. Весной 1916 года его перебросили на Западный фронт, где Фриц Бургер пал в битве при Вердене 22 мая 1916 года.

## Художественное и научное творчество
Во время своего пребывания в Мюнхене Фриц Бургер поддерживал тесные контакты с миром галерей и мастерских художников. Примерно с 1911 года Бургер сам начал заниматься живописью. После экспериментов с маслом он обратился к технике пастельного рисунка. В последующие годы он много рисовал углем и создавал офорты. До 1915 года это были в основном пейзажи. Выбор тем изменился в 1916 году. Под влиянием ужасных событий Мировой войны Бургер попытался создавать сверхъестественные, символические образы, близкие творчеству художников объединения «Синий всадник».
Работа Фрица Бургера как историка искусства также была ориентирована на современный модернизм. Своими ранними работами по искусству эпохи Возрождения он внёс значительный вклад в совокупность знаний и исследований в этой области, но его самым важным научным трудом стал проект «Систематики искусствознания» (Systematik der Kunstwissenschaft). Бургер был убеждён, что время разрозненных частных исследований прошло, и им на смену приходит концептуальное «ясное знание» (der anschaulichen Erkenntnis), основанное на визуальном понимании произведения искусства.
В 1913 году был опубликован его «Справочник по искусствознанию» (Handbuch der Kunstwissenschaft), задуманный в качестве первой части грандиозной энциклопедии. После гибели Бургера на фронте в 1916 году редактором этого выдающегося проекта, составившего в итоге к 1930 году тридцать два тома, стал Альберт Эрих Бринкман.

## Основные публикации
- Мысли об искусстве Дармштадта (Gedanken über die Darmstädter Kunst. Leipzig, 1901).
- Возникновение и развитие гробницы Треченто в центральной Италии (Die Entstehung und Entwicklung des Trecentograbmals in Mittelitalien. Dissertation, Universität Straßburg, 1904).
- История флорентийской гробницы с древнейших времен до Микеланджело (Geschichte des florentinischen Grabmals von den ältesten Zeiten bis Michelangelo. Straßburg, 1904).
- Франческо Лаурана. Исследование итальянской скульптуры кватроченто (Francesco Laurana. Eine Studie zur italienischen Quattrocentoskulptur // Kunstgeschichte des Auslandes. Heft 50. Straßburg, 1907).
- Виллы Андреа Палладио. Вклад в историю развития архитектуры Возрождения (Die Villen des Andrea Palladio. Ein Beitrag zur Entwicklungsgeschichte der Renaissance-Architektur. Leipzig, 1909).
- Галерея Шака в Мюнхене (Die Schackgalerie München. München, 1912).
- Немецкие мастера в Галерее Шака в Мюнхене от Дженелли до Бёклина (Die deutschen Meister in der Schackgalerie München von Genelli bis Böcklin. München, 1916).
- Немецкая живопись от позднего средневековья до конца Возрождения (Справочник искусствоведения). Том 1: Сущность немецкого искусства — Богемия/Моравия — Австрия, Бавария, Штирия, Каринтия (Die deutsche Malerei vom ausgehenden Mittelalter bis zum Ende der Renaissance (= Handbuch der Kunstwissenschaft). Band 1: Wesen der deutschen Kunst — Böhmen / Mähren — Österreich, Bayern, Steiermark, Kärnten. Berlin-Neubabelsberg 1913).
- Сезанн и Ходлер. Знакомство с проблемами современной живописи (Cézanne und Hodler. Einführung in die Probleme der Malerei der Gegenwart. München 1913. (weitere, vom Herausgeber Walter Dexel veränderte Auflagen: 1917, 1918, 1920, 1923. Zusätzlich dazu erschien ein Bildband mit gleichem Titel).
- Шедевры баварской скульптуры (Meisterwerke der Plastik Bayerns. München 1914).
- Немецкая живопись от позднего средневековья до конца Возрождения. Том 2.1: Тироль, Форарльберг — Франкония — Швабия, Верхний Рейн, Швейцария // Справочник искусствоведения (Die deutsche Malerei vom ausgehenden Mittelalter bis zum Ende der Renaissance. Band 2.1: Tirol, Vorarlberg — Franken — Schwaben, Oberrhein, Schweiz. Berlin-Neubabelsberg 1917 // Handbuch der Kunstwissenschaft).
- Введение в современное искусство // Справочник искусствоведения (Einführung in die moderne Kunst // Handbuch der Kunstwissenschaft. 1917. Neue Ausgabe, eingeleitet und fortgeführt von Carl von Lorck 1928, letzte Auflage 1931).